# Natko Devčić
Natko Devčić (Glina, 1914. június 30. – Zágráb, 1997. szeptember 4. ) horvát zeneszerző, zongoraművész, zeneteoretikus és akadémikus.

## Élete és munkássága
Natko Devčić 1914-ben született Glinában. A zágrábi Zeneakadémián tanult és 1937-ben szerzett diplomát zongora szakon Antonija Geiger-Eichhorn osztályában, majd két évvel később zeneszerzésből Franjo Dugan osztályában. Zágrábban jogi tanulmányokat végzett. Zongoratudását Svetislav Stančićnál a zágrábi Zeneakadémián, zeneszerzési ismereteit pedig a párizsi Nemzeti Konzervatóriumban (1955), Marx Józsefnél a Bécsi Zeneművészeti Egyetemen (1959/60), a zeneszerzők nyári kurzusán Darmstadtban (1965) és a New York-i Columbia Egyetemen (1967/68) tökéletesítette.
Közvetlenül tanulmányai 1939-es befejezése után három évig a zágrábi Állami Konzervatórium Zeneművészeti Líceumában (ma Zeneakadémia) dolgozott tanárként. 1942-ben a Független Horvát Állam (NDH) hatóságai a kommunistákkal való együttműködés miatt letartóztatták. Egy teljes évet töltött börtönben, először Zágrábban, majd a jasenovaci koncentrációs táborban. 1943 tavaszán csatlakozott a partizánokhoz. A háború után színházi társulatokban dolgozott és Monoszlóban, a Banovinában, valamint Dalmáciában szervezte a zenei életet. 1945-ben visszatért a zágrábi Zeneakadémiára, ahol 1947-ben egyetemi docens, 1961-ben pedig rendes tanár volt az összehangzattan szakon. Emellett 1945-től a Zágrábi Egyetem titkára, majd rektorhelyettese volt. Nyugdíjba vonulásáig a zágrábi Zeneakadémia tanára, ahol az összhangzattant, a zeneelméletet és a kortárs zene aspektusait tanította. Zenei újságírással is foglalkozott, és időnként saját szerzeményeit adva elő zongoristaként is fellépett.
Natko Devčić a Horvát Zeneszerzők Társaságának tagja, 1964 és 1971 között elnöke, valamint a Horvát Zeneművészek Társaságának tagja volt. 1966 és 1971 között a Nemzetközi Kortárs Zenei Társaság jugoszláv szekciójának titkára volt. 1980-ban a Horvát Tudományos és Művészeti Akadémia levelező tagja lett, majd 1988-tól rendkívüli, 1991-től pedig rendes tagja volt.

## Művei
Életműve igen változatos zenei formákat foglal magában, a kóruszenétől a kamara- és szimfonikus zenéig bezárólag. Alkotásait kezdetben a folklór és a népzene iránti vonzalom jellemezte, de ezek a modellek a későbbi kompozíciókban az eklektikával és epigonizmussal szembeni ellenállása hatására, amelyek egyfajta racionális és tudatos korrekciót szolgálnak, teljesen eltűntek. Devčić soha nem volt előítéletes az új irányzatokkal és törekvésekkel szemben, hanem szándékosan igyekezett ezeket belefoglalni kompozícióiba.
- Valse mélancolique zongorára (1928./29.)
- Intermezzo u As-duru zongorára (1936.)
- Sonata-fantazija u e-molu zongorára (1940.)
- Mitraljeza vegyeskarra (1944.)
- Ognjeni vlak vegyeskarra (1944.)
- Istarska suita zenekarra (1948.)
- Uvertira mladosti zenekarra (1950.)
- Simfonija zenekarra (1953.)
- Balada zongorára és zenekarra (1953.)
- Labinska vještica, opera (1957.)
- Concertino hegedűre és kamarazenekarra (1958.)
- Kantata o bezimenima kamarazenekarra és 12 hangszerre (1959.)
- Naši dani énekkarra és kamaraegyüttesre (1964.)
- Odrazi kamaraegyüttesre (1965.)
- Fibula két zenekarra (1967.)
- Structures volantes hárfára (1971.)
- Non nova zenekarra (1972.)
- Panta rei zongorára és zenekarra (1973.)
- Entre nous zenekarra (1975.)
- ...ma non troppo... fúvósnégyesre (1978.)
- Gudački kvartet (1987.)
- Mala suita hegedűre (1988.)
- Dvije studije zongorára (1989.)
- Osorski triptihon tubára és vonószenekarra (1990.)

### Zeneelméleti és pedagógiai munkái
- Devčić, Natko: Zadaci iz harmonije, Zagreb: Muzička akademija, 1962.
- Članci i natuknice o harmoniji i suvremenoj glazbi, in: K. Kovačević (szerk.): Muzička enciklopedija (sv. I-III), Zagreb: JLZ, 1971. – 1977.
- Devčić, Natko: „Strukturirani koncert. U povodu jedne nesvakidašnje londonske glazbene praizvedbe”, in: Petar Selem (szerk.): Novi zvuk. Izbor tekstova o suvremenoj glazbi, Zagreb: Matica hrvatska, 1972., 209-213. o.
- Devčić, Natko: „Harmonija”, Zagreb: Školska knjiga, 1975. / 2. átdolgozott kiadás. 1993. és új kiadás 2006. ISBN 953-0-21727-7
- Devčić, Beata & Devčić, Natko: Solfeggio – I. sv.: Intervali / II. sv.: Ritam, Zagreb: Muzička akademija, 1979. / 1981.
- Devčić, Natko: Harmonijska komponenta u glazbenom djelu Ive Mačeka, Zagreb: MIC KDZ, 1994.

## Díjai, elismerései
- 1946. – Szövetségi díj
- 1947. – Szövetségi díj
- 1950. – Szövetségi díj
- 1955. – Zágráb városaának díja
- 1957. – Zágráb városaának díja
- 1960. – Zágráb városaának díja
- 1974. – Vjesnik-díj (Josip Štolcer Slavenski-díj)
- 1979. – Vladimir Nazor-díj (a ...ma non troppo... című művéért)
- 1983. – Vladimir Nazor életműdíj
- 1984. – Andrija Patricij Petrić-díj (ozori zenés esték Lirska scena című művéért

## Fordítás
Ez a szócikk részben vagy egészben  a   Natko Devčić című horvát Wikipédia-szócikk ezen változatának fordításán alapul.  Az eredeti cikk szerkesztőit annak laptörténete sorolja fel. Ez a jelzés csupán a megfogalmazás eredetét és a szerzői jogokat jelzi, nem szolgál a cikkben szereplő információk forrásmegjelöléseként.